# Robot Building

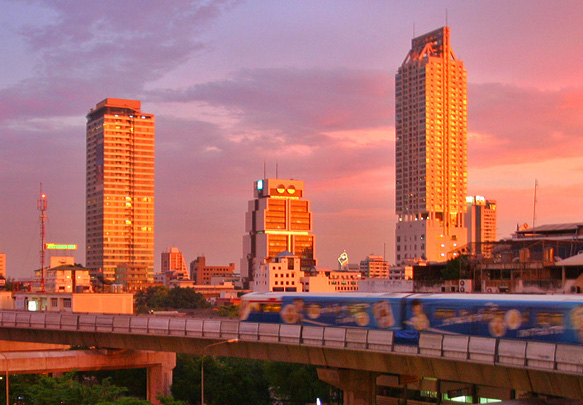
Robot Building w Bangkoku od strony Silom Road

Robot Building – 20-piętrowy, postmodernistyczny wieżowiec biurowy, zlokalizowany w dzielnicy Sathorn w Bangkoku, stolicy Tajlandii. Robot Building jest siedzibą United Overseas Bank. Wieżowiec stoi przy 191 South Sathorn Road i ma powierzchnię 23 506 m².
Obiekt zaprojektowany przez tajskiego architekta Sumet Jumsai Na Ayudhaya na potrzeby Bank of Asia. Jego forma i nazwa odzwierciedla duże przemiany w bankowości, jaki miały miejsce w końcu XX wieku, a mianowicie dogłębną komputeryzację tej części działalności gospodarczej. Budynek wyobraża potoczny wizerunek robota, wykreowany przez pop-kulturę. Ukończony został w 1986 roku.